# The Plant List
The Plant List  este o listă a denumirilor botanice ale speciilor de plante care a fost realizată de Grădinile Botanice Regale, Kew și Grădina Botanică din Missouri și lansată în 2010. Acesta a fost destinat să fie o înregistrare cuprinzătoare a tuturor denumirilor cunoscute ale speciilor de plante de-a lungul timpului, și a fost produs ca răspuns la obiectivul 1 din 2002-2010 Strategia globală pentru conservarea plantelor (GSP C), pentru a produce "O floră online a tuturor plantelor cunoscute." Acesta nu a mai fost actualizat din 2013 și este înlocuit de World Flora Online.

## World Flora Online
În octombrie 2012, proiectul de monitorizare World Flora Online a fost lansat cu scopul de a publica o floră online a tuturor plantelor cunoscute până în 2020. Acesta este un proiect al Convenției Organizației Națiunilor Unite privind diversitatea biologică, cu scopul de a stopa pierderea speciilor de plante la nivel mondial până în 2020. Acesta este dezvoltat de un grup de colaborare de instituții din întreaga lume, care răspunde la obiectivul 1 actualizat al SGP 2011-2020. Aceasta vizează realizarea unei flore online a tuturor plantelor cunoscute până în 2020. Acesta a fost conceput în 2012 de un grup inițial de patru instituții;  Grădina Botanică din Missouri, Grădina Botanică din New York, Grădina Botanică Regală Edinburgh și Grădinile Botanice Regale, Kew.
Există un proiect complementar numit International Plant Names Index, în care Kew este, de asemenea, implicat.  IPNI urmărește să furnizeze detalii privind publicarea și nu urmărește să determine care sunt denumirile speciilor acceptate. Numele publicate recent sunt adăugate automat de la IPNI la Lista de verificare mondială a familiilor de plante selectate, o bază de date care stă la baza listei de plante.

## Constatări
Lista plantelor are 1.064.035 de denumiri științifice de plante de rang specie din care 350.699 sunt acceptate denumiri de specii, aparținând a 642 de plante familii și 17.020 plante genera.
Lista plantelor acceptă aproximativ 350.699 de specii unice, cu 470.624 sinonime pentru aceste specii, ceea ce sugerează că multe specii au fost menționate sub mai mult de un nume. Începând cu 2014, Lista plantelor a stabilit că alte 243.000 de nume sunt „nerezolvate”, ceea ce înseamnă că botaniștii nu au reușit până acum să determine dacă sunt o specie separată sau o duplicare a celor 350.699 de specii unice.

## Atenția publică
Când lista plantelor a fost lansată în 2010 (Anul internațional al biodiversității), aceasta a atras atenția mass-mediei pentru abordarea sa cuprinzătoare. Fox News a subliniat numărul de sinonime întâlnite, sugerând că acest lucru reflectă o „lipsă surprinzătoare” de biodiversitate pe pământ.”  Lista plantelor a atras, de asemenea, atenția pentru a se baza pe activitatea  naturalistului englez Charles Darwin, care în 1880 a început o listă de plante numită Index Kewensis (IK).
Kew a adăugat o medie de 6.000 de specii în fiecare an de la IK a fost publicat pentru prima dată cu 400.000 de nume de specii.  Cu toate acestea, IK (care până în 1913 a evitat să se pronunțe taxonomic în citatele sale) este în prezent administrată ca parte a IPNI, mai degrabă decât a Listei plantelor.